# Cónclave de 1362
El cónclave papal de 1362 dio como resultado la elección del cardenal Guillaume de Grimoard como el Papa Urbano V, sucediendo al fallecido Inocencio VI. Con Urbano V, el Papado de Aviñón sigue con su sexto pontífice al mando de la Iglesia católica.

## Lista de participantes
20 de los 21 cardenales que componían el Colegio cardenalicio en 1362, participaron de las votaciones.

### Cardenales presentes
- Hélie de Talleyrand-Périgord, decano del Colegio Cardenalicio.
- Guy de Boulogne, sub-decano del Colegio Cardenalicio.
- Nicola Capocci, arcipreste de la Basílica Liberiana.
- Andouin Aubert
- Raymond de Canillac, C.R.S.A.
- Hugues Roger, O.S.B., camarlengo del Colegio Cardenalicio.
- Guillaume d'Aigrefeuille, O.S.B.
- Hélias de Saint-Yrieix, O.S.B.
- Pierre de Monteruc, vice-canciller de la Santa Sede.
- Pierre Itier
- Jean de Blauzac
- Gilles Aycelin de Montaigu
- Androin de la Roche
- Guillermo de La Jugie, protodiácono.
- Nicolas de Besse
- Pierre Roger de Beaufort, arcipreste de la Basílica Laterana.
- Rinaldo Orsini
- Etienne Aubert
- Guillaume Bragose, gran penitenciario.
- Hugues de Saint-Martial

10 electores habían sido nombrados por el Papa Inocencio VI, 9 por Clemente VI, y solamente el cardenal decano sobrevivía de los nombrados por Juan XXII.

### Cardenal ausente
- Gil Álvarez de Albornoz, vicario general de los Estados Pontificios.

## El curso del cónclave
Veinte cardenales entraron en el cónclave el 22 de septiembre, los cuales estaban divididos en las facciones de los cardenales franceses y los de Gascuña (estos últimos apoyaban al rey de Inglaterra, en su calidad de duque de Aquitania). Once o doce de los veinte cardenales provenían de Limousin, entre ellos 3 cardenales nepotes de Inocencio VI y 6 de Clemente VI. 
Después de seis días de deliberaciones, los cardenales acordaron la elección de Hugues Roger, sobrino de Clemente VI, que se negó a la elección en términos muy claros (a diferencia de muchos papas de la época que hicieron una demostración de "negarse" a aceptar solo para hacerlo más tarde). A partir de entonces, el cardenal Raymond de Canillac surgió como papable, pero no pudo recibir la mayoría de los dos tercios necesarios.
Se hizo evidente que ninguno de los cardenales podrían recibir una mayoría, y por lo tanto la discusión pasó a los nombres que no pertenecían al Colegio. Los desacuerdos se prolongaron hasta el 28 de octubre, cuando los cardenales acordaron elegir a Guillaume de Grimoard, legado apostólico en el Reino de Nápoles, que por ese entonces residía en Florencia. Ante el temor de que los italianos desearan regresar al papado a Roma con la detención de Grimoard, los cardenales franceses enviaron un mensaje a éste para realizar una "consulta", sin decirle nada sobre su elección. Grimoard tardó cinco semanas en llegar a Aviñón, donde fue coronado como Urbano V.
Tras su elección, Urbano V retornó el 16 de octubre de 1367 a Roma, solo para regresar a Aviñón tres años más tarde, el 26 de agosto de 1370 antes de su muerte en diciembre de ese año.